# Thylejren
 (décembre 2014).

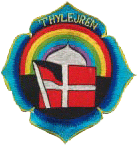
Logo de Thylejren

Thylejren également appelé camp Frøstrup est à l'origine un festival de musique danois créé en 1970 sur un terrain de campement. La communauté derrière le festival, Det Ny Samfund (La Nouvelle Société), se trouve à Hanherred, entre Frøstrup et Østerild, près de Thy, un terrain destiné à accueillir un festival comme à Wight ou Woodstock.
Certains participants décident de rester et de passer l'hiver, Thylejren se développe comme une communauté, de façon autonome, inspirée par le mouvement hippie. En tant que tel, Thylejren est vraiment une société alternative au sein de la société danoise, une micronation avec son territoire.

## Source de la traduction
- (en) Cet article est partiellement ou en totalité issu de l’article de Wikipédia en anglais intitulé « Thylejren » (voir la liste des auteurs).